# 7626 Iafe
7626 Iafe eller 1976 QL2 är en asteroid i huvudbältet som upptäcktes den 20 augusti 1976 av Félix Aguilar-observatoriet. Den är uppkallad efter Instituto de Astronomía y Física del Espacio.
Asteroiden har en diameter på ungefär 17 kilometer och den tillhör asteroidgruppen Veritas.